# Sciaenops ocellatus
La corvina roja (Sciaenops ocellatus) es una especie de pez de la familia Sciaenidae en el orden de los Perciformes.

## Morfología
• Los machos pueden llegar alcanzar los 155 cm de longitud total y 45 kg de peso.

## Alimentación
Come principalmente crustáceos, moluscos y peces hueso.

## Hábitat
Es un pez de  clima subtropical (43°N-0°S) y demersal.

## Distribución geográfica
Se encuentra en el Océano Atlántico occidental: desde Massachusetts hasta el norte de México, incluyendo el sur de Florida.

## Observaciones
Es inofensivo para los humanos.
Es el pez oficial del estado de Carolina del Norte.